# Roderick McMahon
Roderick James "Jess" McMahon (Queens (New York), 26 mei 1882 - Wilkes-Barre (Pennsylvania), 21 november 1954) was een Amerikaans bokser en professioneel worstelpromoter. McMahon is de patriarch van de McMahon worstelfamilie.
McMahon was samen met Toots Mondt de oprichters van de Capitol Wrestling Corporation.